# Der Schweinachtsmann
Der Schweinachtsmann ist ein Kinderbuch mit Musical-CD von Jörg Hilbert und Felix Janosa, den Autoren der Kinderbuchreihe Ritter Rost.
Dieses Buch wurde im Jahr 2000 auch als Hörspiel aufgenommen mit Fritz Stavenhagen als Erzähler und gesungen von 6-Zylinder. 
Das Licht der Bühne erblickte der Schweinachtsmann im Advent 2001 mit Hacki Ginda als Weihnachtsschwein, Jürgen Wink als Erzähler und den 6-Zylindern als singende Weihnachtsmänner. Im Herbst 2002 produzierten 6-Zylinder ihre eigene, mit verteilten Rollen gespielte Bühnenfassung des "Schweinachtsmann", die sie seitdem im Programm haben.

## Inhalt
Kurz vor Heiligabend verletzt sich ein Weihnachtsmann beim Nüsse knacken und ist für den Rest des Jahres arbeitsunfähig. Die anderen Weihnachtsmänner stehen vor einem Problem, denn keiner kann den Teil des ausgefallenen Weihnachtsmannes übernehmen. Das heißt also, sie brauchen einen Ersatz.
Das Engelchen weigert sich empört, doch das Schwein, das bei Weihnachtsmann Hektor-Telemann-Napoleon im Stall lebt, ist bereit den Job als Aushilfsweihnachtsmann zu übernehmen. Ihm wird ein Rentier zur Seite gestellt. Das Schwein muss einige Schwierigkeiten meistern, doch schließlich sind sich alle Weihnachtsmannkollegen, das Rentier, aber auch die besuchten Kinder und Eltern, einig: Dieses Schwein muss sein!

## Hauptfiguren

### Der Schweinachtsmann
Das Schwein, das sich hinter dem Schweinachtsmann versteckt, macht alles, was ein Schwein so gerne macht: viel schlafen und viel essen.
Es wohnt im Stall vom Weihnachtsmann Hektor-Telemann-Napoleon, doch es stellt sich bereitwillig
zur Verfügung als die Weihnachtsmänner in Not geraten.
Besonders die Kaminschächte gefallen dem Schwein:

„Herrlich dreckig, ich glaube, das ist
 genau der richtige Beruf für mich!“

Während der Auslieferung der Geschenke gerät das Schwein immer wieder in die Versuchung der Weihnachtsplätzchen und Pfefferkuchen. Trotzdem bringt das Schwein zusammen mit dem Rentier nun Jahr für Jahr ein paar Kindern irgendwo auf der Welt ihre Geschenke.

### Das Rentier
Das Rentier ist cool, locker und hat vor allem jede Menge Erfahrung. Das ist auch der Grund, warum es dem Schwein zur Seite gestellt wird und ihm mit Rat und Tat zur Hand geht.
So muss es dem Schwein doch einige Male Starthilfen geben und es auch beim ersten Mal in die Kaminöffnung schubsen.

## Auszeichnungen
Im Jahr 2001, bereits ein Jahr nach der Veröffentlichung, erhielt "Der Schweinachtsmann" den Leopold-Medienpreis für gute Musik für Kinder.
Ein Preis, der vom Verband deutscher Musikschulen mit Unterstützung des Familienministeriums und des WDR aus den Händen der Familienministerin Dr. Christine Bergmann gestiftet wird.

## Pressestimmen
- Die heitere Geschichte von Jörg Hilbert, mit der Musik von Felix Janosa (beide sind nicht zuletzt als Schöpfer der „Ritter-Rost“-Musicals bekannt geworden) parodiert liebevoll weihnachtliche Rituale, führt diese in skurril-schweinachtlichen Konstellationen ad absurdum. Auch mit musikalischen Mitteln wird gekonnt gekalauert. Die A-cappella-Gruppe 6-Zylinder überzeichnet tradiertes Liedgut über helle Kerzen und Pfefferkuchenherzen, klingende Glocken und Engels-Chöre, adaptiert dazu unterschiedliche musikalische Vorlagen und Stilrichtungen. (IfaK)

- „Oh weih, oh weih, oh Weihnachtszeit“, frohlocken, wehklagen die singenden 6-Zylinder und leiten eine musikalische Weihnachtserzählung von Felix Janosa und Jörg Hilbert ein, die absolut verrückt ist, ziemlich frech auch und dabei einfach zauberhaft.(Die Zeit)

- [Ein] akustische[s] Schmankerl! Ein bisschen (von diesem) Schwein sollte jeder haben.(Neue Musikzeitung)

## Lieder
- Grüß Gott, ich bin ein Schwein
- Was ist das für ein Baum?
- Zum ersten Mal
- War das nicht der Weihnachtsmann?
- O Weihnachtszeit
- Tausend tolle Plätzchen